# تمافلوکساسین
تمافلوکساسین(به انگلیسی: Temafloxacin) (توسط آزمایشگاه‌های ابوت با نام تجاری Omniflox به بازار عرضه شده‌است) یک آنتی بیوتیک فلوئوروکینولونی است که مدت کوتاهی پس از تأیید آن در سال ۱۹۹۲، به دلیل عوارض جانبی جدی که منجر به سه مورد مرگ در ایالات متحده شد، از بازارها جمع آوری شد. این دارو همکنون در اروپا نیز عرضه نمی‌شود. 